# Podocarpus lawrencei
Podocarpus lawrencei là một loài thực vật hạt trần trong họ Thông tre. Loài này được Hook.f. miêu tả khoa học đầu tiên năm 1845.